# Železniční vlečka Prachatice – Lom Kobylí hora
Železniční vlečka Prachatice – Lom Kobylí hora dopravně navazuje na trať č. 197 Číčenice – Nové Údolí. Byla postavena v 60. letech 20. století pro podnik Kámen a písek Prachatice k zajištění zvýšeného objemu dopravy štěrku pro výstavbu komunikací. Velké množství štěrku bylo použito v 80. a 90. letech při výstavbě jaderné elektrárny Temelín.  Vlečka je zaústěna jižně od železniční stanice Prachatice do koleje č. 3 výhybkou č. 8a/b v km 27,641. Provoz na vlečce byl utlumen v roce 2019. Od 1. října 2020 je vlečka vedená jako nepřístupná.

## Průběh trati
Vlečka má stavební délku 2,772 km a začíná u Nebahovské ulice ve výšce 552 m n. m., pak mírně klesá k Žernovické ulici. V místě křížení s Žernovickou ulicí je na nejnižší kótě 547 m n. m. Poté začíná stoupat po vrstevnicích a v areálu násypek, kde je vyústění pásového dopravníku od lomu na kopci, je na nejvyšší kótě 562 m n. m. Pak ještě pokračuje přibližně 300 m, z toho v posledních 50 m mírně klesá na 559 m n. m. Koleje mají normální rozchod 1435 mm. V areálu nakládky kamene jsou koleje dvě, obsluhované výhybkami na obou zhlaví. Doprava kamene z lomu do zásobníků byla zajišťována pásovým dopravníkem v délce cca 500 m.

## Historie

### Historie lomu Kobylí hora

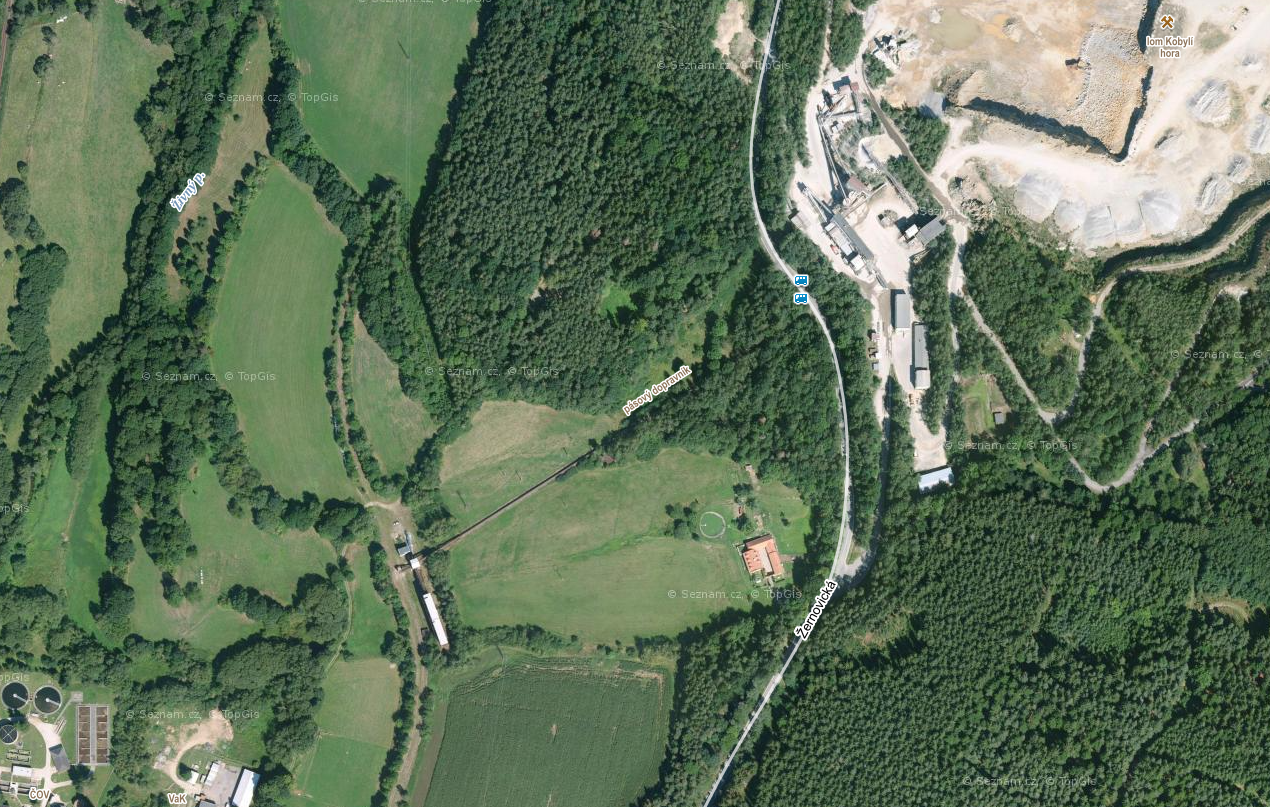
Letecký snímek vlečky, pásového dopravníku a lomu

Historie vlečky souvisí s historií kamenolomu na Kobylí hoře. V lomu je těžen granulit šedozelené barvy s akcesorickým výskytem turmalínu a biotitu. Tento kámen byl tradičně využíván jako lomový kámen, stavební kámen pro podezdívky, mostní pilíře, opěrné a zárubní zdi, pobřežní zpevňovací kámen, kámen do gabionových stěn, pro kolejové lože při stavbách a opravách železničních tratí a s rozvojem moderních technologií ve stavebnictví a při stavbě silnic do hutněných asfaltových vrstev, pro obrusné vrstvy, pro ložní vrstvy, pro podkladní vrstvy, do litých asfaltů, také do železobetonu, do předpjatého betonu, do cementobetonového krytu vozovek apod.
Významným mezníkem v historii lomu byla 30. léta 20. století, kdy zde vytěžený kámen byl přepravován pomocí lanovky na stavbu vodní nádrže Husinec na řece Blanici. Stavební projekt byl vypracován ve dvacátých letech, výstavba zahájena roku 1934 a hráz přehrady předána do užívání 23. června 1939. Trať lanovky vedla z Kobylí hory pod osadu Ostrov u Starých Prachatic na vrchol Výrovčice a odtud na místo paty budované hráze, postavené z tesaného kamene. V lomu tehdy pracovalo až šedesát lidí a velké množství pomocníků, zejména kameníků. Pohon lanovky s vozíky, ve kterých se přepravoval kámen, zajišťovala strojovna. Její výkon podporovaly plné vozíky, které vytlačovaly prázdné zpět do kopce.

### Prachatické vlečky (60. léta 20. století)

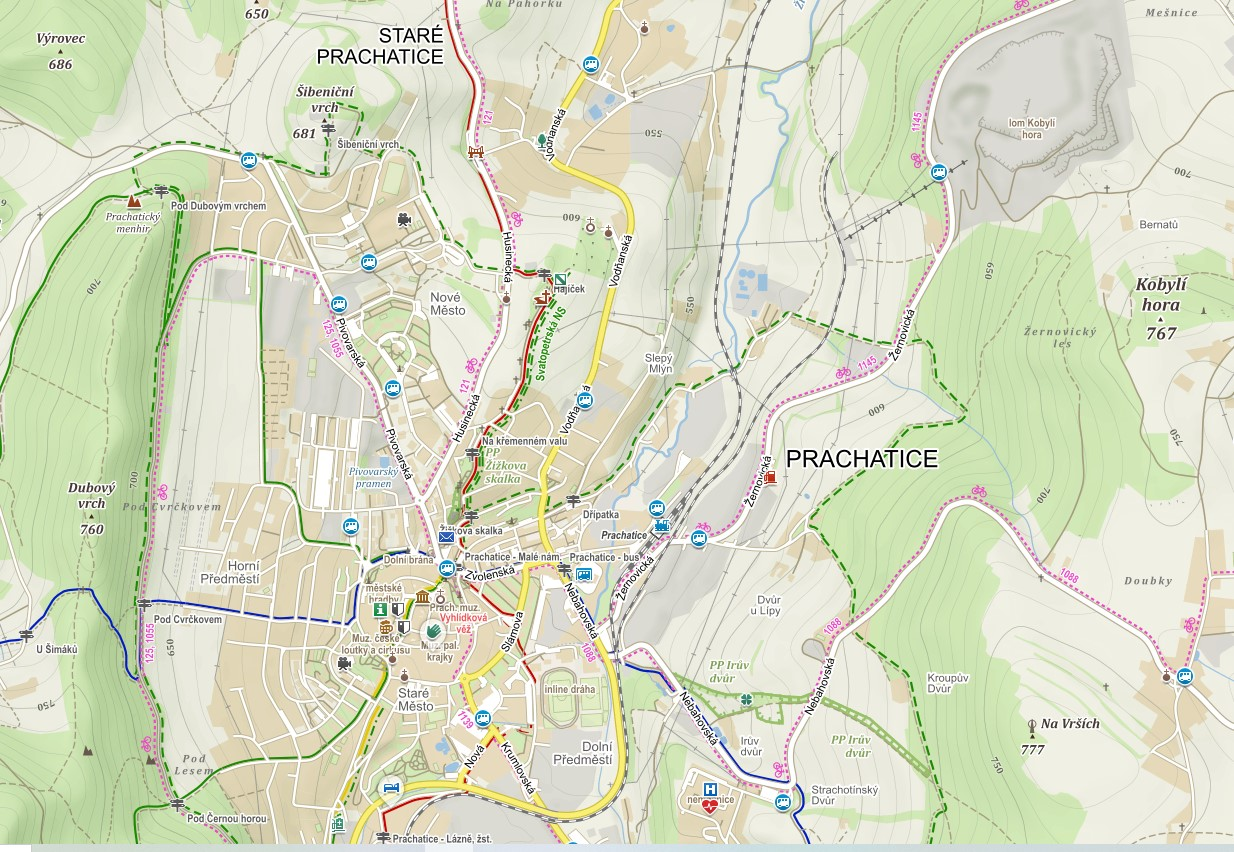
Mapa Prachatic s vlečkou a lomem

Význam železniční dopravy v 60. letech 20. století je zmíněn v Koncepci rozvoje města Prachatic, zpracované tehdejší veřejnou správou pro všechny sektory na základě relevantních dobových statistik. V kapitole Železniční doprava ČSD a vlečky jsou zmíněny následující:

1.  Vlečka k lomu Západočeského průmyslu kamene Blatná – velkolom na Kobylí hoře v délce 2,5 km, průměrně denně 16 vozových jednotek. Na tuto vlečku je připojena větev pro závod Potraviny n. p. Prachatice s denní zátěží 1,5 vozových jednotek.
2.  Vlečka do závodu ZVVZ v délce 2 km. Po uvedení závodu ZVVZ do provozu se uvažuje se zatížením vlečky 16 vozových jednotek denně.
3.  Plánovaná je vlečka do n. p. Jitona v délce 2 km s plánovanou denní kapacitou 10 vozových jednotek. K výstavbě vlečky má být přistoupeno po roce 1970.

Do závodu Potraviny vedla pouze krátká kusá kolej a byla využívána tzv. SNV – soustředěná nakládka a vykládka zboží (ČSD vyložila zboží a rozvážela ho vlastními auty). V podniku ZVVZ se uvnitř areálu o nakládku, vykládku a rozvoz staral sám závod, nešlo o pole působnosti ČSD. Z lomu byla doprava kamene do areálu nakládky zajištěna pásovým dopravníkem (v délce cca 500 m). Štěrk byl odsypáván výsypkou do speciálních výsypných vagónů se 4 nebo 5 násypkami SA, SAV, SAZ.

### Provoz na vlečce v letech 1981–2011

#### Stavba JETE Temelín
Velký provoz na Kobylí hoře nastal při výstavbě jaderné elektrárny Temelín – pro rozrušování kamene se používal i tzv. clonový odstřel (celá stěna). Byla vybudována  dvoukolejná trať Číčenice–Týn nad Vltavou přes Temelín, později pro nevytíženost zrušená. Investiční záměr na stavbu elektrárny byl vydán v roce 1979, rozhodnutí o výstavbě 1. a 2. bloku bylo vydáno v roce 1980, v roce 1981 byla o výstavbě 1. a 2. bloku uzavřena dohoda mezi Sovětským svazem a Československem, která byla v roce 1982 rozšířena o 3. a 4. blok. V listopadu 1986 bylo vydáno stavební povolení a v únoru 1987 začala stavba provozních objektů, přípravné práce však začaly už v roce 1983. V roce 1988 byla dokončena první z původně plánovaných chladicích věží. Podle původních plánů měl být 1. blok elektrárny dokončen v roce 1992, 4. v roce 1997.

#### Doprava materiálu z Prachatic do Temelína

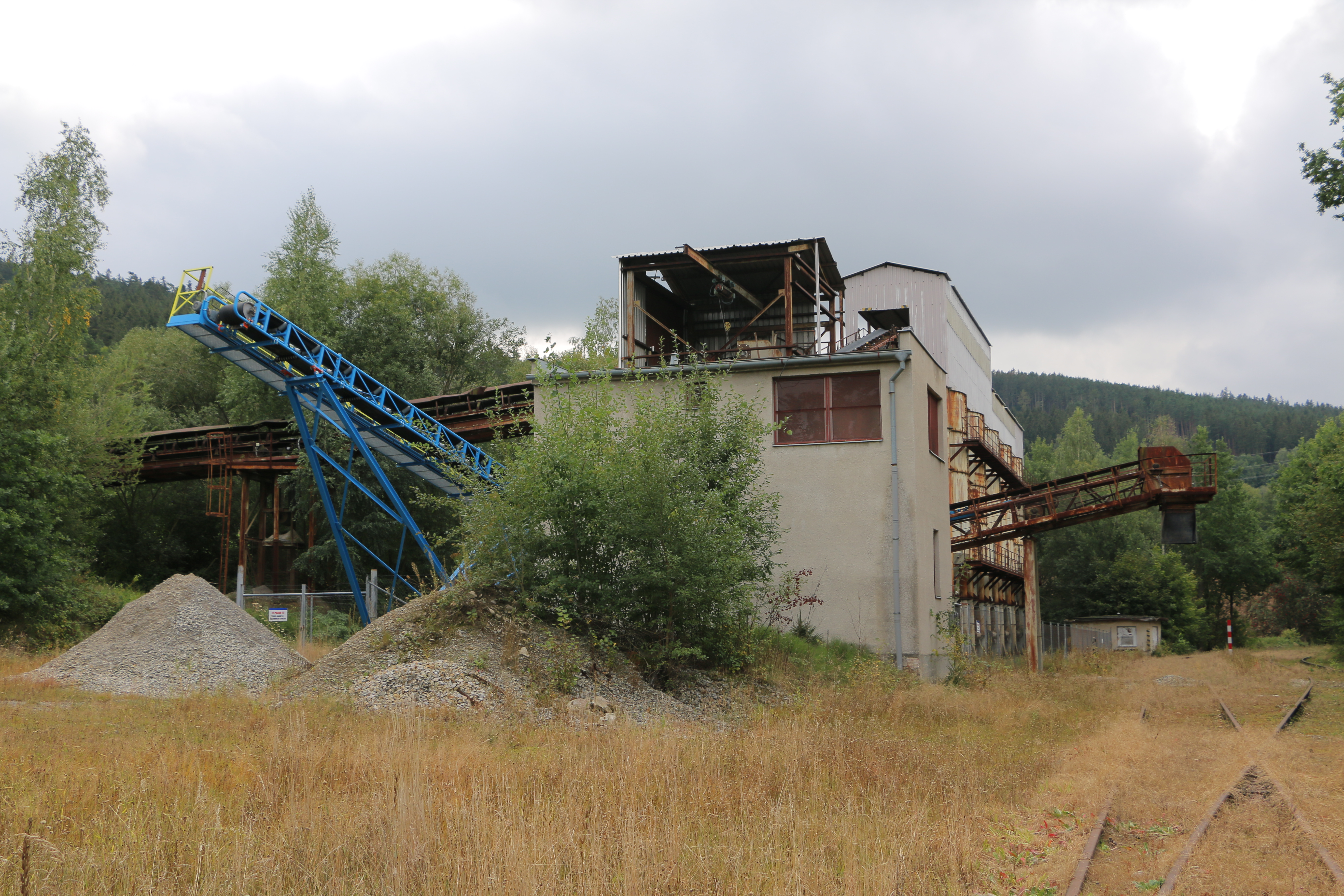
Zadní část areálu nakládky kamene Lomu Kobylí hora. Vlevo pásový dopravník přepravující štěrk z lomu a modrý pojízdný dopravník pro nakládku automobilů

Vlaky s kamením z Prachatic do Temelína musely několikrát měnit směr a tudíž přepřahat lokomotivu, pokud nebyly připojeny dvě, každá na jednom konci vlaku (zadní se nazývá postrk). Od násypky byla lokomotiva v čele vlaku a jela směrem na jih. Vlak najel na trať č. 197. Nyní k němu museli připřáhnout lokomotivu ve směru od prachatického nádraží, tedy od severu (pokud neplatila varianta dvě) a vlak pokračoval směrem na sever na Husinec, dál na Strunkovice a Bavorov. Za Bavorovem se trať stočila na východ, následoval Pražák, Vodňany a vlak dojel levým obloukem, tj. trať se stočila přímo na sever do stanice Číčenice. Tam se muselo opět přepřahat (nebo jen změnit směr vlaku). Vlak pokračoval levým obloukem směrem na východ, projel severně okolo Újezdce a směřoval severovýchodně okolo Lhoty pod Horami přes obec Temelín jihovýchodně do elektrárny. V úseku Číčenice – Temelín (až do Týna nad Vltavou) byla kvůli výstavbě elektrárny vybudována dvoukolejná trať, později byla jedna kolej snesena.   

#### Provoz na vlečce
Provoz na vlečce Prachatice – Lom Kobylí hora byl velmi intenzivní v 80. a 90. letech 20. století. Z Prachatic do Temelína byly vypravovány 2 vlaky štěrku denně. Lokomotiva tlačila prázdné vagóny na kusou kolej a plné táhla dolů k nechráněnému železničnímu přejezdu na silnici III. třídy Prachatice – Žernovice, kde byla tzv. kolíbka, tj. nejnižší bod (547 m n. m.). Důležité bylo jištění tzv. výkolejkami pro případ nekontrolovaného pohybu soupravy při klesání. U přejezdu stál zaměstnanec ČSD, komunikace s výpravčím a strojvůdcem byla zajišťována vysílačkami. V místě nakládky byly dvě koleje rozdělené výhybkami, aby se soupravy mohly míjet. Výsypka byla pouze nad jednou z nich. Pod násypnými věžemi byla malá předávací budova. Na konci dvoukolejky za výhybkou byl betonový přístřešek pro obsluhu vlečky, tj. výhybkáře a posunovače, který je dnes v dezolátním stavu, oproti trati, která je v relativně zachovalém (použitelném) stavu.[zdroj⁠?!]

## Galerie

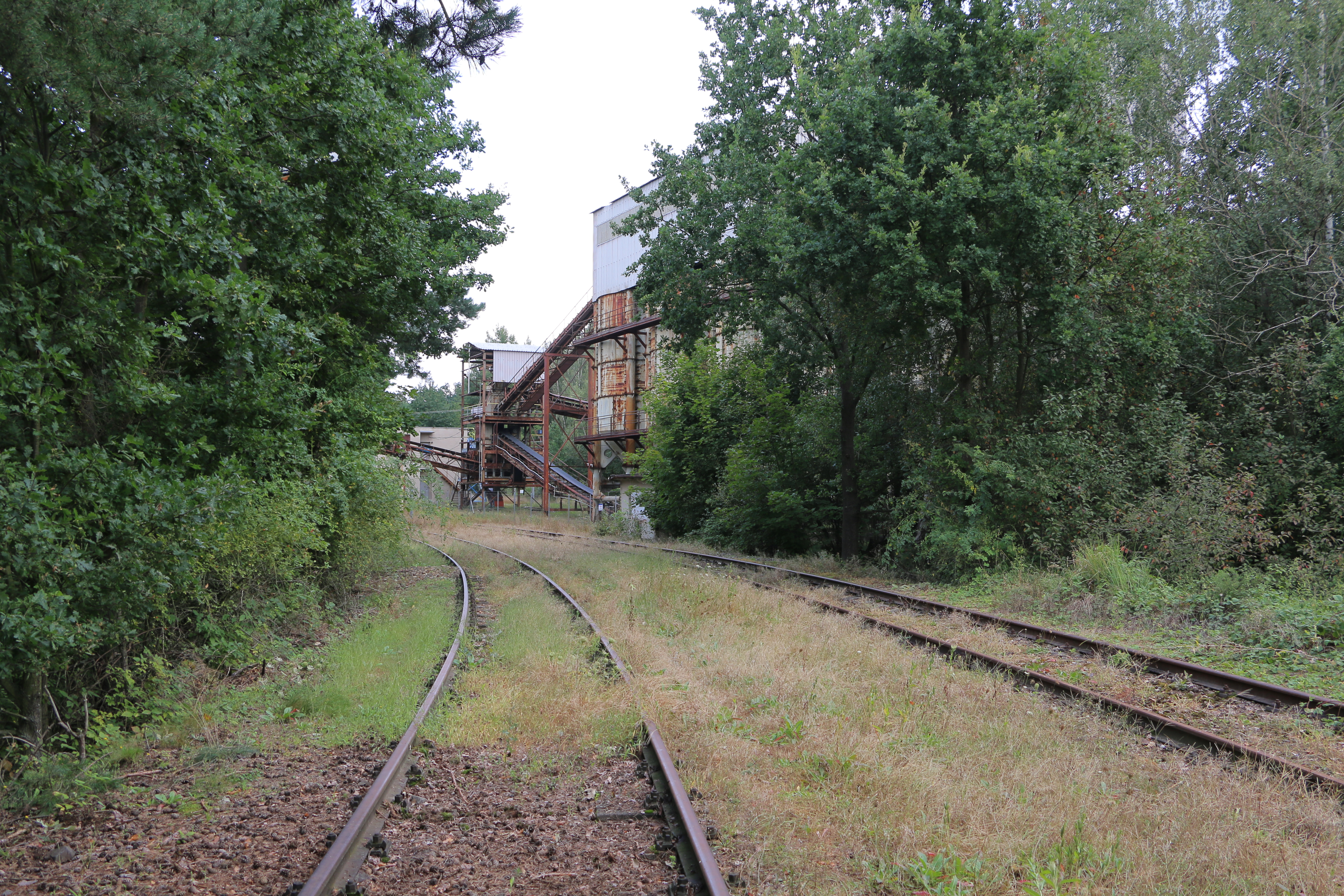
Příjezd od Prachatic do areálu nakládky kamene Lomu Kobylí hora
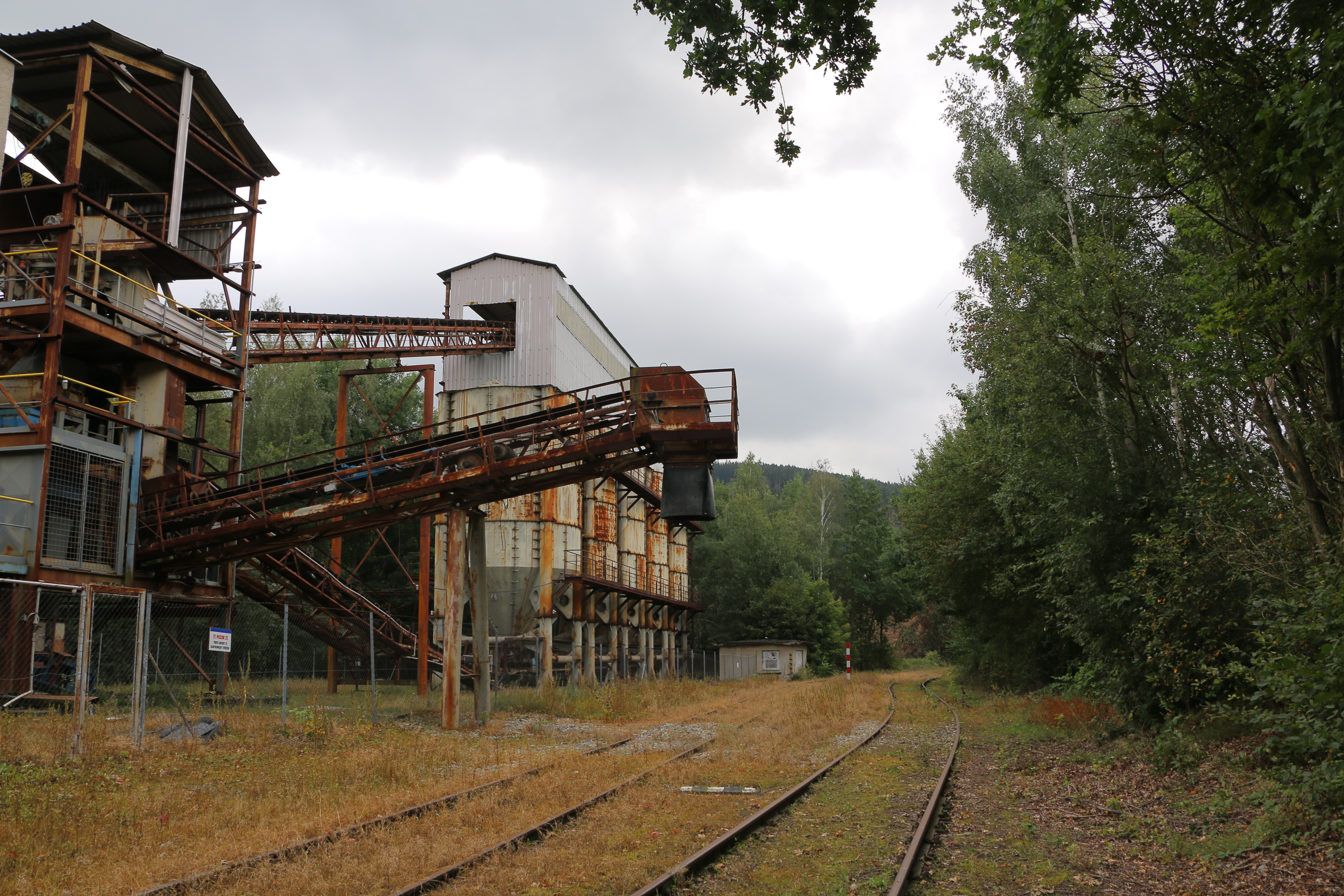
Opuštěné objekty nakládky kamene Lomu Kobylí hora
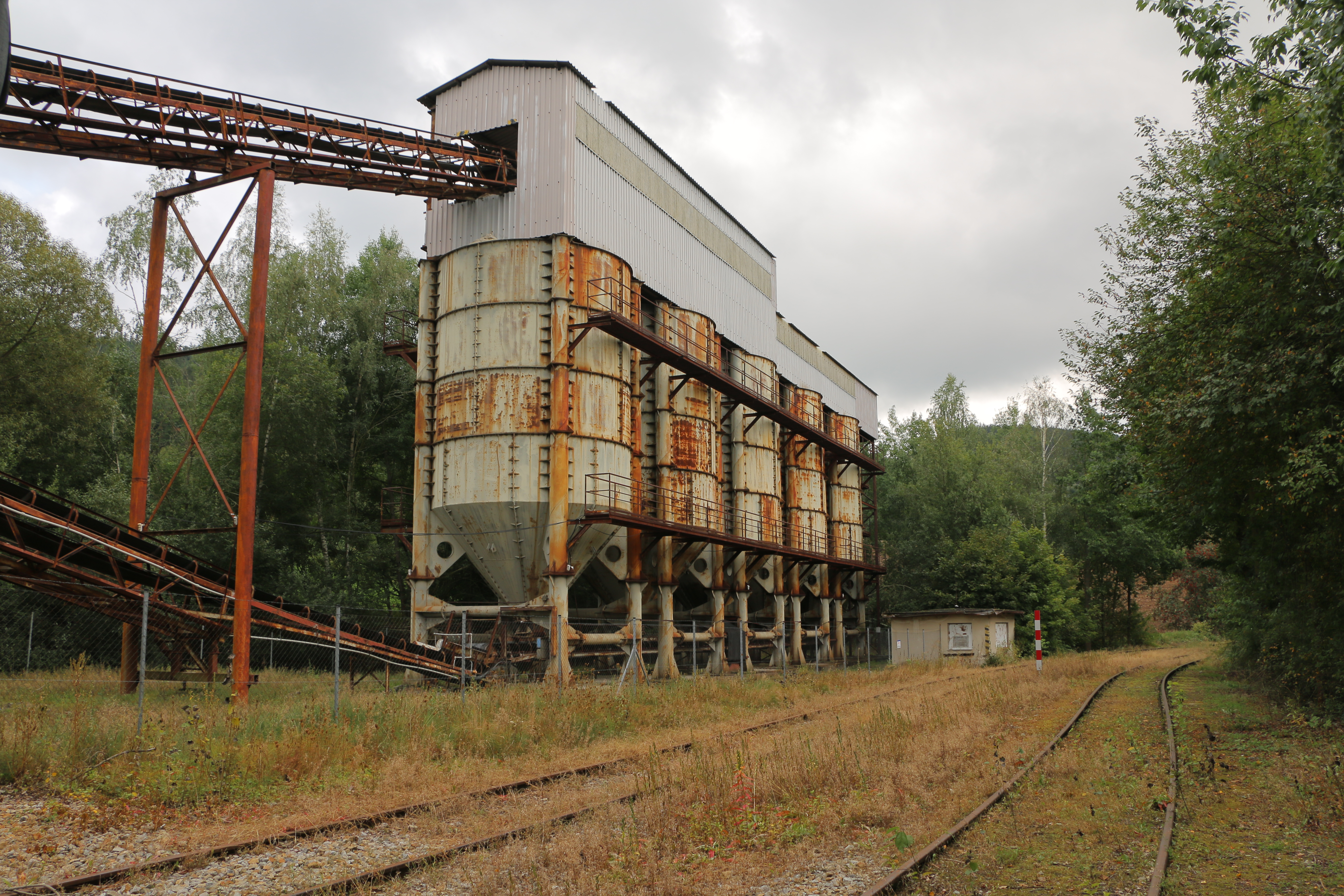
Zásobníky pro různou hrubost štěrků
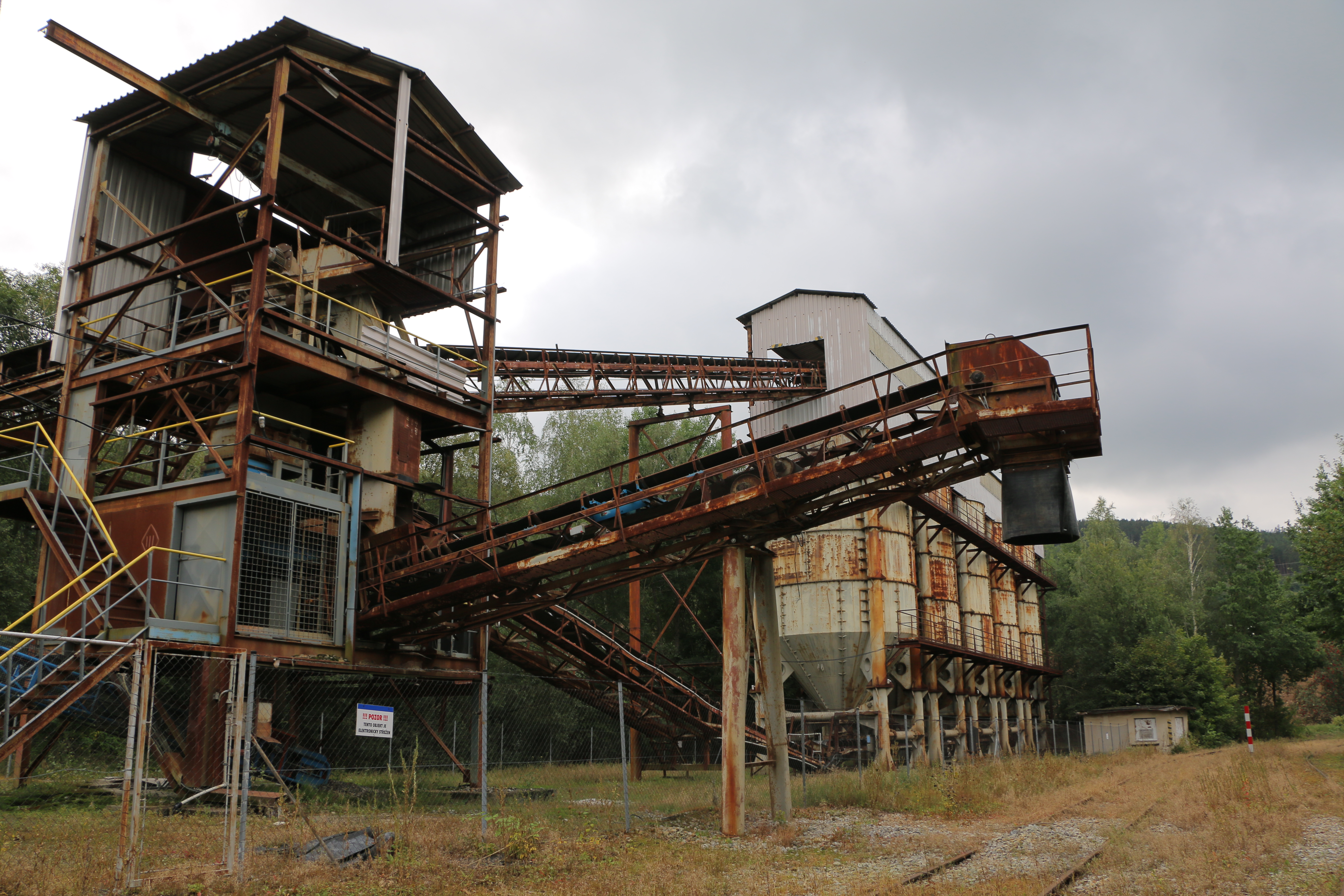
Nakládací věž s výklopníkem
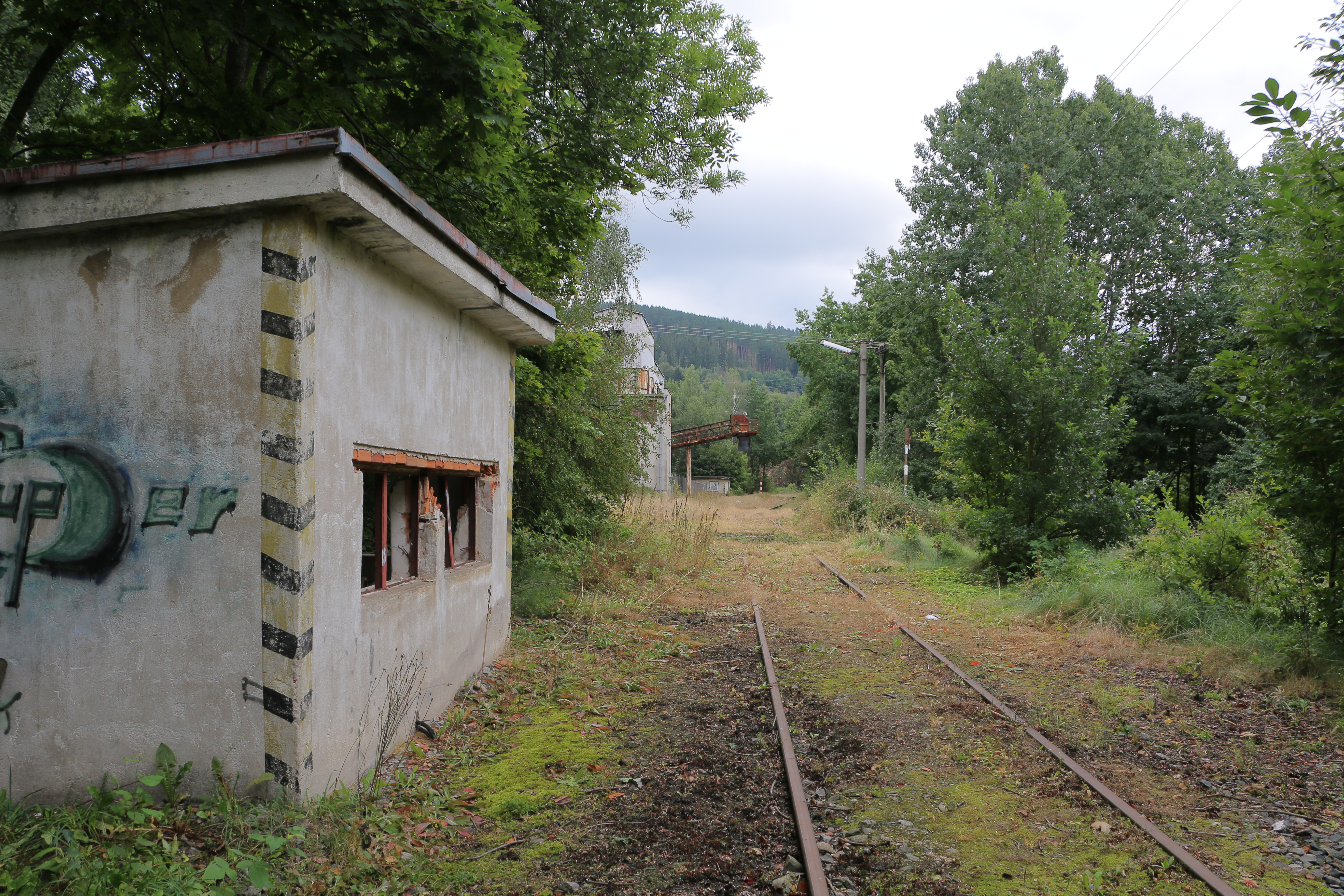
Budova pro obsluhu vlečky
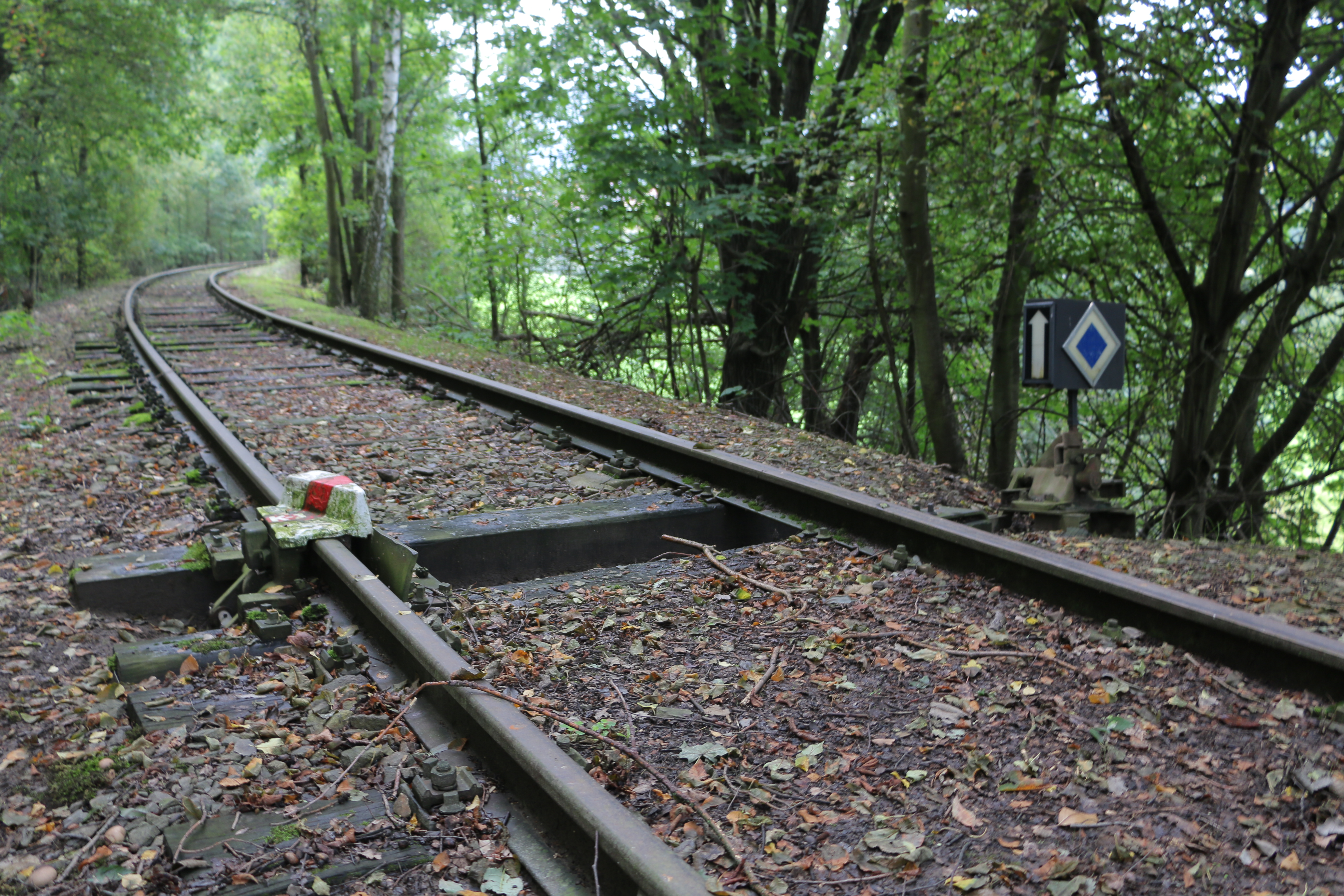
Výkolejka
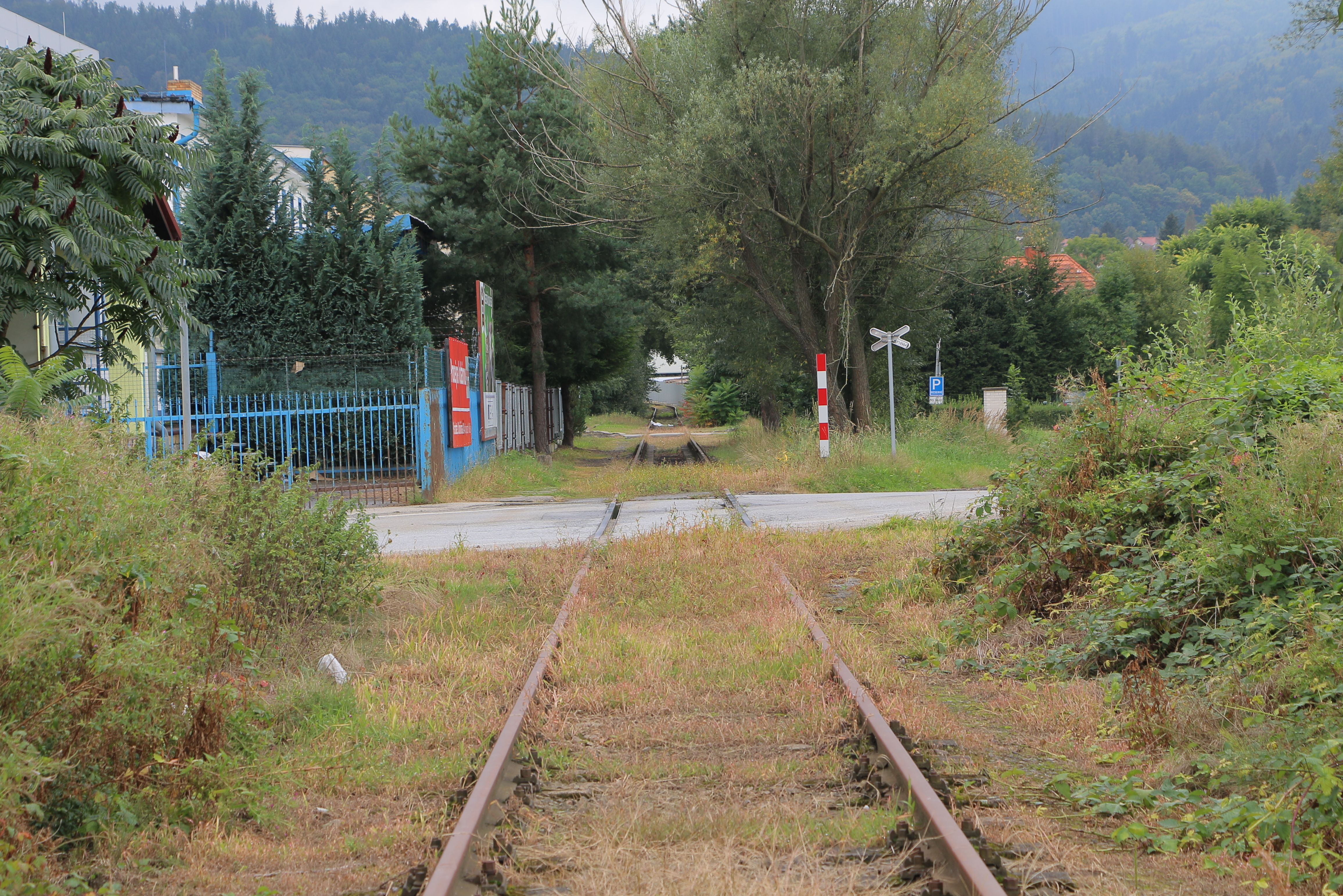
Křížení vlečky a silnice III. třídy Prachatice-Žernovice
- Muž přehazující železniční výhybku na železniční vlečce Prachatice–Lom Kobylí hora
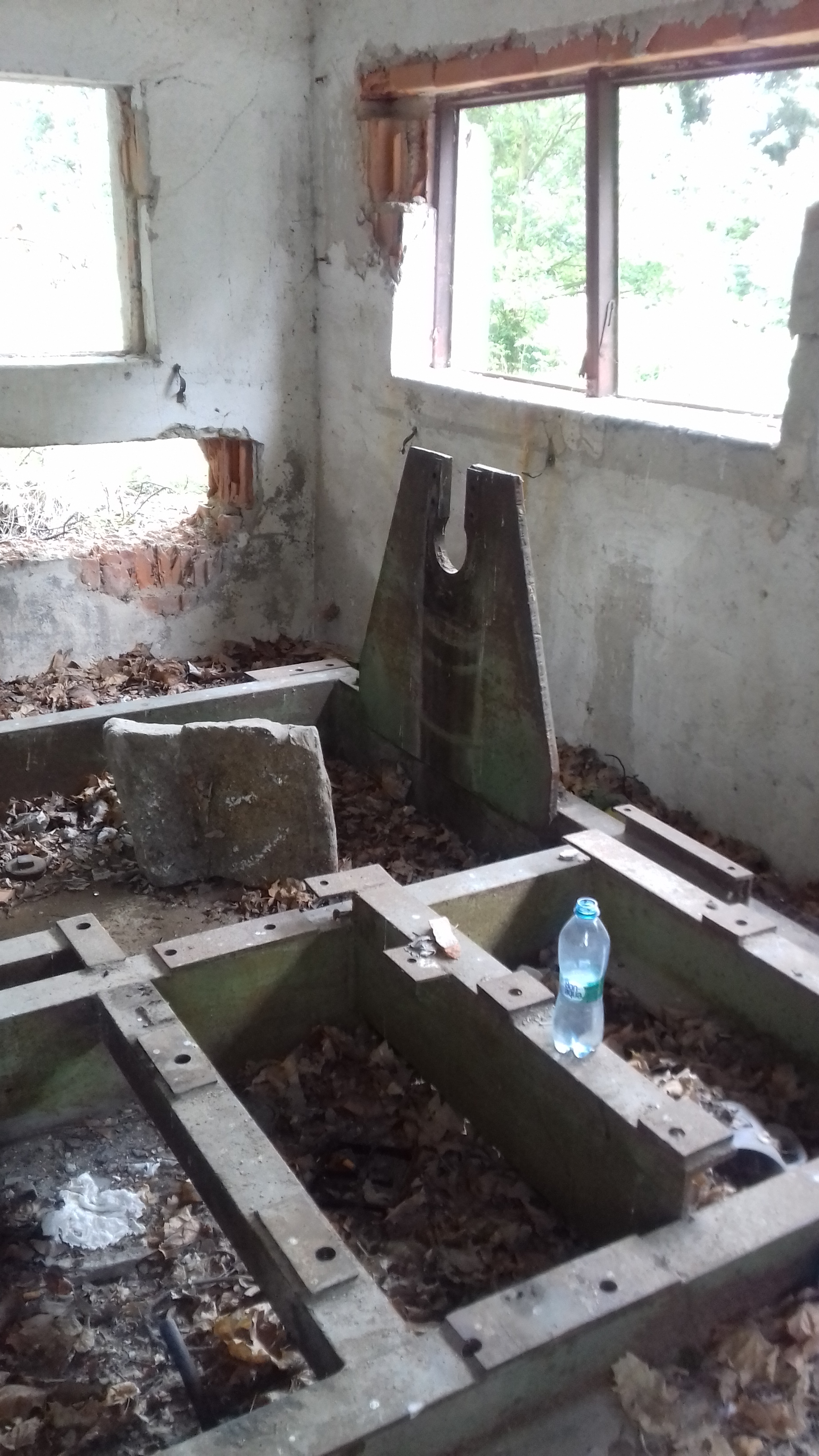
Zdevastovaný interiér budovy pro obsluhu na konci vlečky s demontovaným zařízením
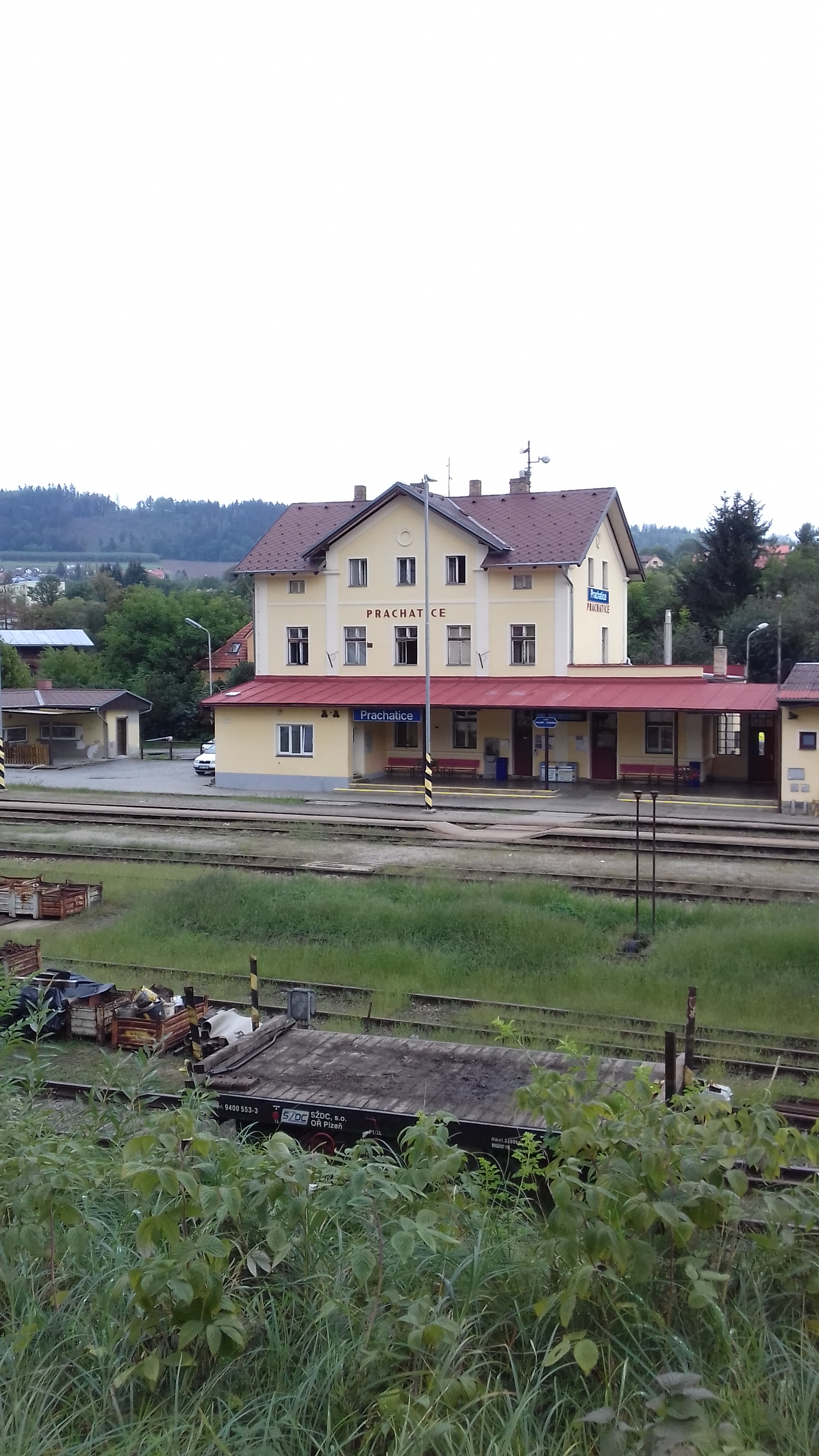
Prachatické nádraží 2020
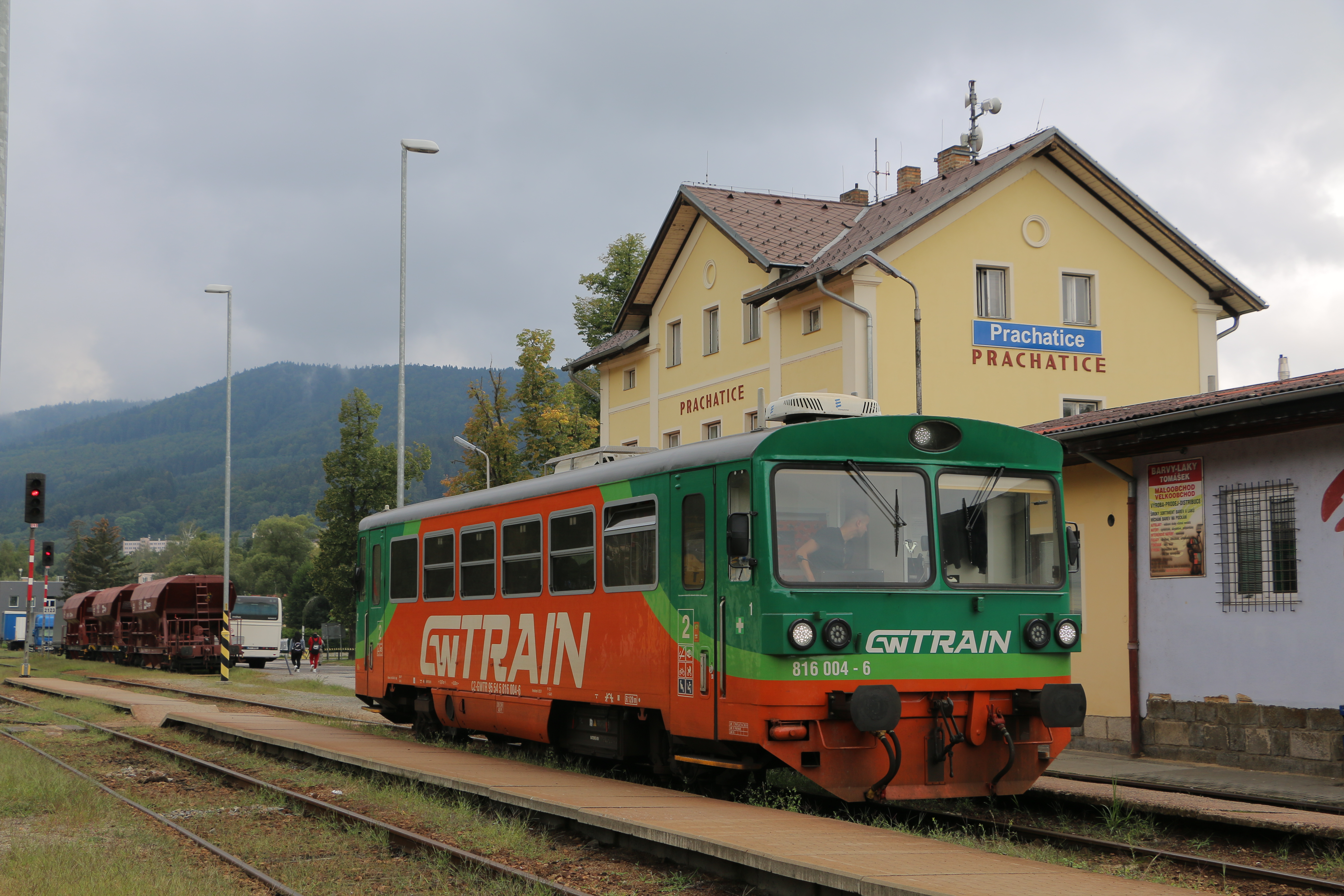
Příjezd vlaku z Nového Údolí
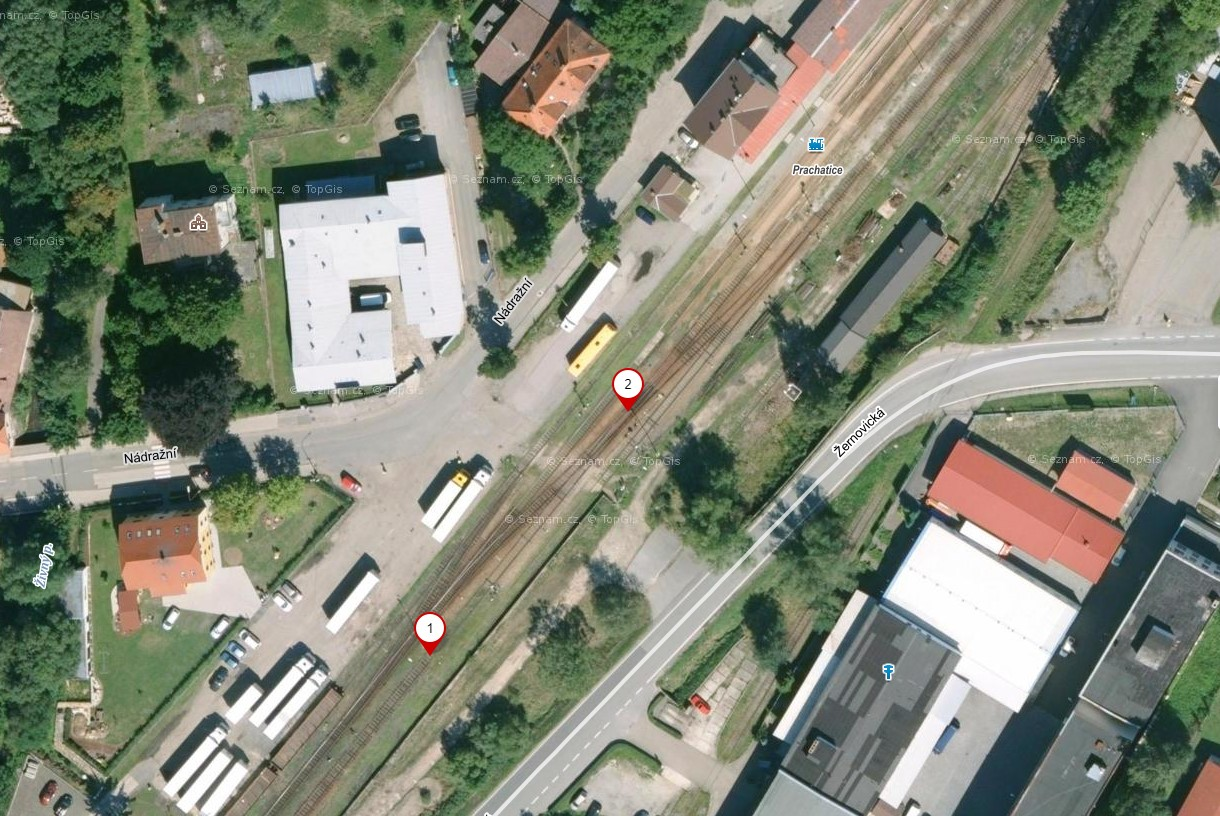
Trať vlečky (bod 1), zaústění vlečky ve výhybce (bod 2)